# Паспорт гражданина Северной Македонии

Биометрический паспорт гражданина Республики Македонии. (по истечении срока все паспорта будут меняться на паспорта гражданина Северной Македонии)

Паспорт гражданина Северной Македонии (макед. Македонски Пасош) — основной документ, удостоверяющий личность гражданина Северной Македонии на территории Северной Македонии, необходимый для путешествия по другим странам. Ответственным за выдачу паспортов гражданам является Министерство внутренних дел Северной Македонии. Срок действия паспорта составляет 5 лет для лиц моложе 27 лет и 10 лет для лиц от 27 лет и старше. Для детей моложе 4 лет срок действия паспорта ограничен двумя годами. Паспорта граждан Северной Македонии соответствуют международным требованиям ИКАО. Для внутреннего пользования граждане Северной Македонии получают Македонское удостоверение личности.

## История

### Паспорта предыдущих образцов

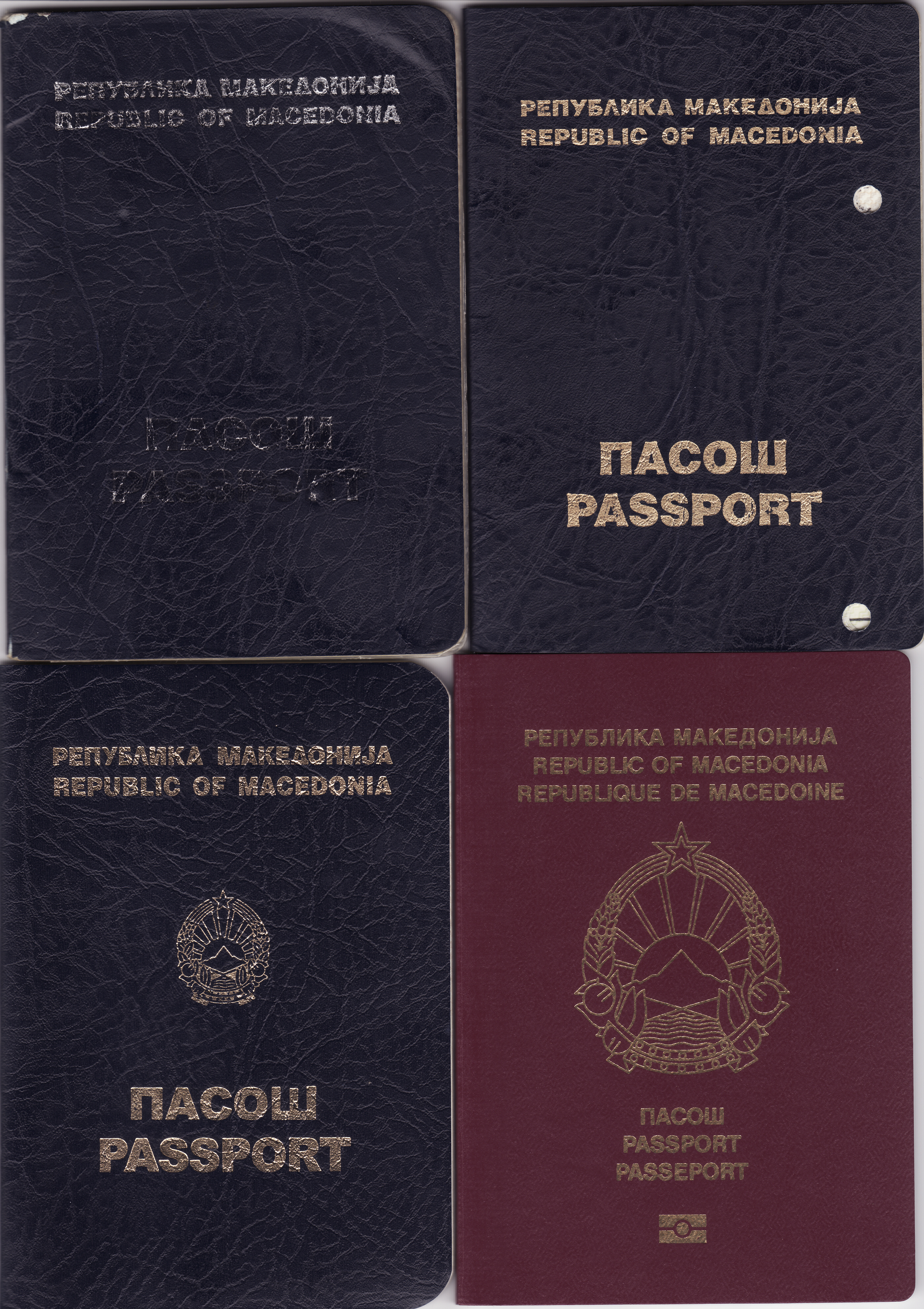
Северомакедонские паспорта разных лет

С 1945 по 1991 годы, когда Северная Македония входила в состав СФРЮ, жителям СР Македонии выдавались паспорта граждан СФРЮ. В каждой югославской республике были свои варианты паспортов, и в северомакедонском паспорте текст писался, помимо французского, не на сербохорватском языке, а на македонском.. Первые паспорта независимой Республики Македонии стали выдаваться в 1991 году, и их внешний вид с содержанием менялись чуть ли не каждый год. Первые образцы были тёмно-синего цвета с серебряной подписью. Вторая серия паспортов имела уже золотую надпись на обложке, а на третьей появился герб Македонии. Во всех трёх сериях паспортов на обложке были надписи на македонском и английском «Республика Македония» — Република Мaкедонија и Republic of Macedonia соответственно.
Паспорта четвёртого поколения имеют следующий внешний вид: красная обложка, золотой герб Македонии с надписью «Республика Македония» на македонском, английском и французском языках над гербом и подписью «Паспорт» под гербом, также на трёх языках. Эти паспорта являются биометрическими и включают в себя метку RFID, на которой хранятся биометрические данные гражданина. Небиометрические данные являются действующими вплоть до момента истечения срока действительности паспорта. С 16 ноября 2009 производятся паспорта нового образца с гербом без пятиконечной звезды, убранной по решению македонских властей с герба.

### Текущий внешний вид
Обложка паспорта гражданина Республики Македонии — красная. В центре изображён золотой герб Республики Македонии. Над гербом изображены слова «РЕПУБЛИКА МАКЕДОНИJА», «REPUBLIC OF MACEDONIA» и «REPUBLIQUE DE MACEDOINE» на македонском, английском и французском языках соответственно. Под гербом изображены слова «ПАСОШ», «PASSPORT» и «PASSEPORT» на тех же трёх языках соответственно. Внизу каждого паспорта указывается стандартный биометрический символ. Паспорт насчитывает 32 страницы. Главная информация паспорта печатается на соответствующей странице паспорта, а также заключается в биометрический чип.

## Основные личные данные

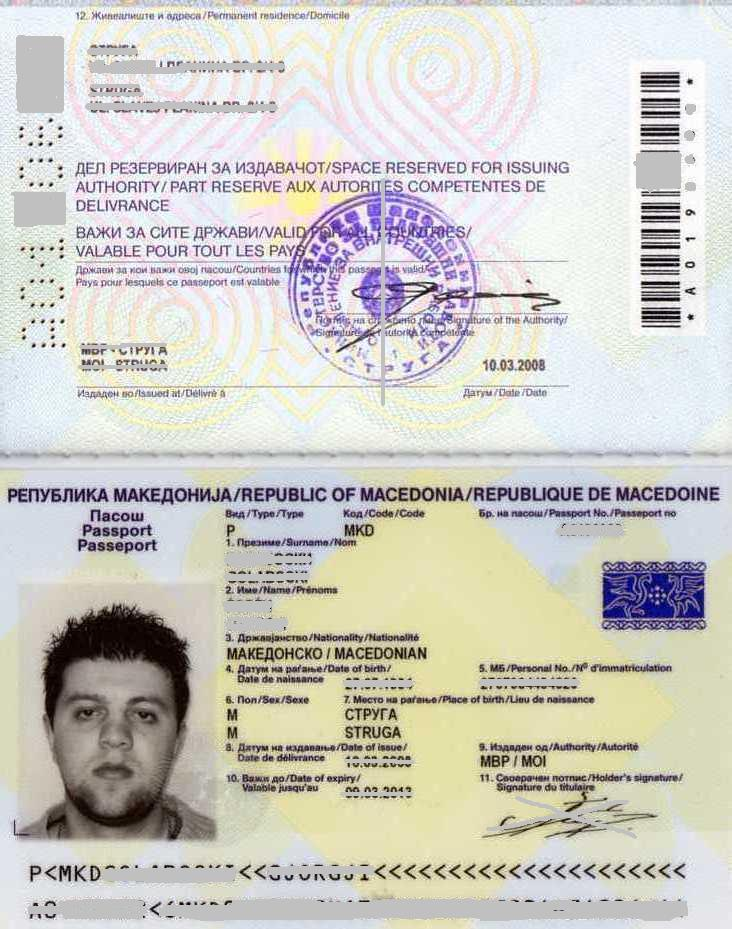
Первые две страницы биометрического паспорта гражданина Республики Македония

На странице личных данных есть две зоны. Первая — визуальная, где отмечены следующие данные:
- Фотография владельца
- Тип документа (P — паспорт)
- Код страны (MKD — Республика Македония)
- Номер паспорта
- Фамилия (транслитерация согласно стандартам ИКАО)
- Имя
- Гражданство («македонско»)
- Дата рождения (дд-мм-гггг)
- Национальный идентификационный номер (EMBG)
- Пол
- Дата рождения
- Место прописки
- Выдавшая паспорт инстанция (MBP / MOI — Министерство внутренних дел)
- Конечный срок действия паспорта
- Подпись владельца.

Вторая зона — для машинного чтения, информация с которого может считываться оптическим сканером. Она состоит из двух строк, вместо пробелов там изображается символ «<». В первой линии указывается тип документа, код гражданства, фамилия и имя (именно в таком порядке). Во второй линии указываются номер паспорта (с контрольным числом), код страны, дата рождения (в формате гг-мм-дд, но без символов между блоками из двух цифр), пол (M или F), конечный срок действия паспорта, личный номер владельца и два дополнительных контрольных числа.
На странице данных есть строка для подписи владельца. Небиометрические паспорта первых трёх поколений обретали юридическую силу только после подписи владельца. Если же владелец не был в состоянии поставить подпись, это могло сделать его доверенное лицо, которому разрешалось по закону поставить подписи. Однако современные биометрические паспорта предусматривают, что владелец должен поставить подпись в тот же день, когда подаёт заявку на паспорт, при помощи специальной цифровой ручки: уникальная подпись печатается на первой странице паспорта и не может быть подделана.

## Виды паспортов Республики Македония
- Обычный — выдавался всем гражданам Республики Македония. Красного цвета. Срок действия: 2, 5 или 10 лет (в зависимости от возраста). Для получения нового паспорта старый необходимо сдать.
- Дипломатический — выдавался дипломатам Республики Македония, имеющим аккредитацию за границей, и гражданам, которые проживали в Северной Македонии, но отправлялись за рубеж для дипломатической работы. Данные о владельце паспорта указываются на той же странице, что и личные данные. Срок действия: 5 лет.
- Официальный — выдавался работающим за границей гражданам Республики Македония и сотрудникам Правительства Республики Македонии, работающим в Министерстве иностранных дел или в дипломатических миссиях Северной Македонии за границей. Официальный паспорт мог выдаваться также госслужащим, которые путешествуют за границу, а также их супругам и детям. Данные о владельце паспорта указываются на той же странице, что и личные данные. Срок действия: 5 лет.
- Временный — выдавался гражданам Северной Македонии, которым надо было вернуться в Северную Македонию. Срок действия: до 30 дней либо же до завершения поездки. Выдавался дипломатическими миссиями Республики Македония.

## Требования
Для получения паспорта необходимы следующие документы:
- Заполненная заявка (бланк можно получить в Министерстве внутренних дел или скачать с официального сайта МВД)
- Личная подпись гражданина, подавшего заявку
- Свидетельство о бракосочетании, если подавший заявку состоит в браке
- Документальное подтверждение о разрешении двойного гражданства (в противном случае сначала придётся отказаться от предыдущего гражданства)
- Взнос на сумму 10 евро

Если заявку на паспорт подают в отношении малолетнего ребёнка (моложе 14 лет), то необходимо согласие ребёнка. В случае подачи заявки несовершеннолетним лицом (до 18 лет) необходимо согласие родителей.

## После Преспанского соглашения
После подписания Преспанского соглашения бывшая югославская республика приняла имя Республика Северная Македония. До постепенной замены действующих паспортов, в них вносятся штампы с указанием, что паспорта принадлежат Республике Северная Македония. 

## Визовая политика

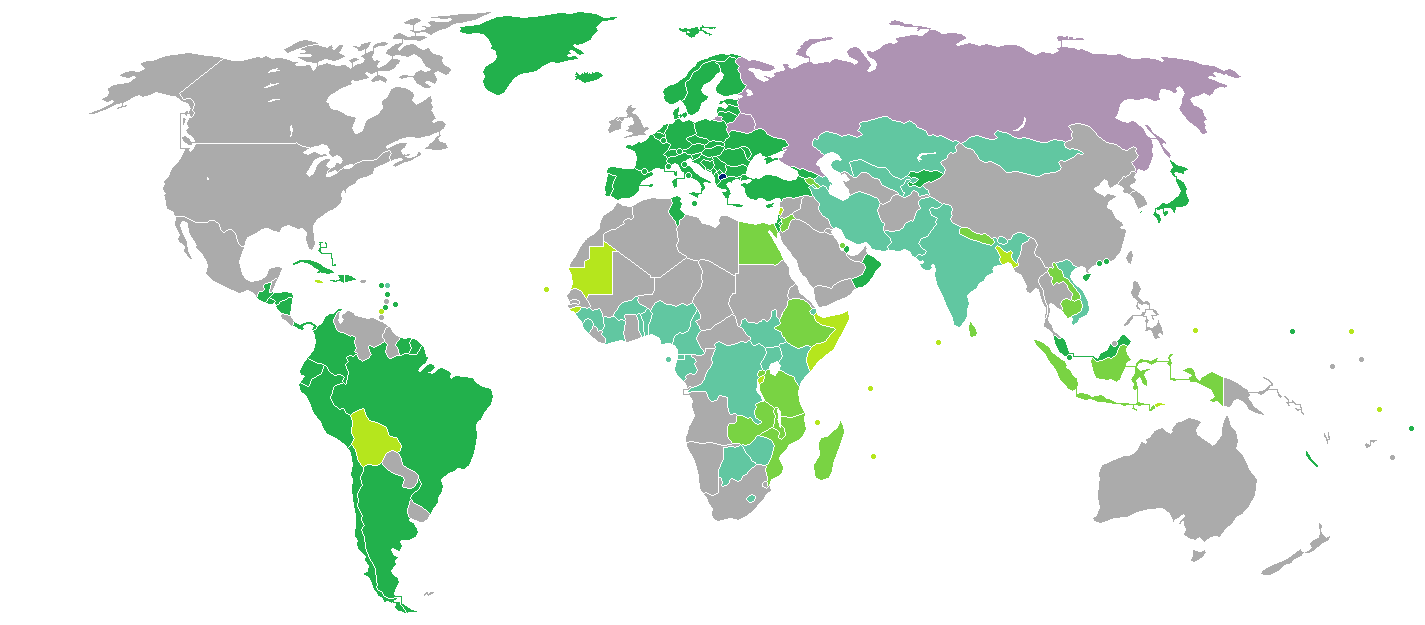
Визовые требования для граждан Северной Македонии

В 2015 году для граждан Республики Македонии был предложен въезд в 107 стран мира без визы или с визой по прибытии, что позволило паспорту гражданина Республики Македонии стать 46-м в мире в рейтинге по визовым ограничениям.
Граждане Республики Македонии могут посещать Российскую Федерацию без визы, если относятся к какой-либо из нижеперечисленных категорий:
- граждане Республики Македонии, имеющие дипломатический или служебный паспорт;
- граждане Республики Македонии, имеющие обычный паспорт, которые получили временное или постоянное разрешение на проживание в Российской Федерации;
- граждане Республики Македонии, имеющие обычный паспорт, которые совершают бизнес-поездки в Российскую Федерацию, участвуют в программах по обмену в сфере науки, технологии, образования, культуры, спорта, журналистики, студенческих поездок; отправляются в Российскую Федерацию для медицинского освидетельствования или по приглашению от родственников или знакомых (срок до 90 дней);
- граждане Республики Македонии, совершающие поездки на курорты на основании приглашения от туристического агентства (срок до 30 дней).